# Cementerio nacional de Seúl
El Cementerio nacional de Seúl (en coreano: 국립서울현충원) se encuentra en Dongjak-dong, Dongjak-gu, en la ciudad de Seúl, Corea del Sur. Cuando se estableció por decreto presidencial de Syngman Rhee en 1956, era el único cementerio nacional del país. Un cementerio nacional adicional se estableció en 1974 en Daejeon. Ambos son supervisados por la Junta de Monumentos Nacionales.
El cementerio está reservado para los veteranos de Corea, incluyendo aquellos que murieron en el movimiento de independencia de Corea, guerra de Corea, y la guerra de Vietnam. Sólo una persona no coreana está enterrada allí, el canadiense Francis Schofield. 
En agosto de 2005, se produjo una controversia por la visita de una delegación de Corea del Norte hacia el cementerio. La delegación estuvo encabezada por Kim Ki-Nam, y estuvieron con él, unos 182 funcionarios.